# Komitet Miejski
Komitet Miejski, inaczej Komitet Ruchu – polska tajna organizacja spiskowa utworzona w 1861 w Warszawie, przygotowująca powstanie styczniowe (1863–1864), grupująca działaczy stronnictwa czerwonych.

## Charakterystyka
Założony w odpowiedzi na wprowadzenie przez Rosję stanu wojennego na terytorium Królestwa Polskiego 14 października 1861.
Pierwsze zebranie Komitetu odbyło się 17 października w domu Apolla Korzeniowskiego. W jego skład weszli też m.in. Leon Głowacki (brat Bolesława Prusa), Ignacy Chmieleński i Witold Marczewski. Sieć konspiracji budował Jan Frankowski, a od marca 1862 Jarosław Dąbrowski.
Komitet Miejski stworzył szkielet polskiej organizacji wojskowej. Przeprowadził ukryty werbunek, dzieląc zaprzysiężonych na tysiące, setki i dziesiątki, stawiając na ich czele odpowiednio tysięczników, setników i dziesiętników. Sprzysiężenie wydawało własny tajny organ prasowy „Pobudkę”, której redaktorem naczelnym był Franciszek Godlewski.
Na wiosnę 1862 Komitet Miejski, po uprzednim scaleniu się z Komitetem Akademickim przekształcił się w Komitet Centralny Narodowy.